# Varulven (film)
Varulven (originaltitel The Wolf Man) är en amerikansk skräckfilm från 1941. Filmen är en av Universals klassiska monsterfilmer. För manuset stod Curt Siodmak och filmens regissör var George Waggner.

## Om filmen
Huvudrollen spelas av Lon Chaney, Jr. och gjorde honom till en av Universals nya stjärnor i skräckfilmsgenren. Bela Lugosi, stjärnan från Universals tidigare succéfilm Dracula (1931), spelar en biroll som Béla, zigenare och varulv som biter Chaneys rollfigur som således också blir en varulv. Filmen var Universals mest framgångsrika film för säsongen och blev början på Universals andra våg av skräckfilmer. Den inspirerade imitationer som The Mad Monster och Undying Monster och har blivit en klassiker i sin genre.
Det har gjorts många dokumentärer om filmen.

## Handling
Larry Talbot (Lon Chaney, Jr.) återvänder till Wales för att träffa sin far, Sir John Talbot (Claude Rains). Han förälskar sig i Gwen Conliffe (Evelyn Ankers). En natt blir han biten av vad som tycks vara en varg, men visar sig vara en varulv, vars förbannelse överförs till Larry, som i sin tur blir en varulv.
I filmen förekommer den berömda dikt som senare förekommit i flera av dess uppföljare:
Even a man who is pure in heart
and says his prayers by night
may become a wolf when the wolfbane blooms
and the autumn moon is bright.
Dikten har sagts vara en gammal dikt men skrevs av Curt Siodmak. I senare filmer har ofta den sista raden ändrats till "and the full moon is bright" och varulvar har då bara uppkommit när det är fullmåne.

## Uppföljare
Filmen följdes två år senare av Frankenstein möter Varulven. Titelrollen förekommer också åter i Frankensteins hus (1944), Draculas hus (1945) och Abbott & Costello-filmen Huuu! så hemskt (1948). En nyinspelning, The Wolfman, hade premiär 2010.

## Rollista
- Lon Chaney, Jr. - Larry Talbot
- Claude Rains - Sir John Talbot
- Warren William - Dr. Lloyd
- Ralph Bellamy - Captain Paul Montford
- Patric Knowles - Frank Andrews
- Bela Lugosi - Bela
- Maria Ouspenskaya - Maleva
- Evelyn Ankers - Gwen Conliffe
- J.M. Kerrigan - Charles Conliffe
- Fay Helm - Jenny
- Forrester Harvey - Twiddle